# Monti Badžal'skij
I monti Badžal'skij (in russo Баджальский хребет?) sono una catena montuosa dell'Estremo Oriente russo, nel Territorio di Chabarovsk.
Si allungano per circa 220 km, a est dei monti della Bureja, tra i fiumi Amur e Amgun'. L'altezza massima è di 2 640 m. I monti sono composti da rocce vulcaniche, arenaria e scisti. Sono caratterizzati da un rilievo montuoso medio di tipo alpino, da un elevato grado di dissezione e dalla presenza di laghi carsici.

## Flora
Ai piedi del crinale ci sono boschi di larice, sui pendii c'è la taiga con predominanza di abeti e abete rosso, così come la tundra arbustiva-lichenica. Nella fascia alta delle montagne ci sono tundre montane: principalmente licheni, erica e muschi, delimitati da boschetti di pino nano siberiano.